# Arborea (nave)
L'Arborea è stata una nave passeggeri della Tirrenia di Navigazione in servizio attivo dal 1957 al 1974.

## Contesto
Tra il 1952 e il 1953 la Tirrenia di Navigazione mise in servizio le cinque unità della Classe Regione, le prime nuove navi passeggeri fatte costruire dalla compagnia statale dopo la Seconda Guerra Mondiale. La richiesta di trasporto verso la Sardegna, però, crebbe rapidamente e rese necessaria l'immissione in servizio di ulteriori navi. Grazie ai finanziamenti previsti dalla legge n.522 del 17 luglio 1954, la Tirrenia ordinò tre nuove unità, due gemelle (Arborea e Caralis) destinate alla linea Civitavecchia - Olbia e una terza, la Torres, più piccola e destinata al collegamento Genova - Porto Torres.

## Caratteristiche
Il progetto della Arborea, realizzato dalla Navalmeccanica di Castellammare di Stabia, fu basato su quello delle navi della classe Regione, con alcune modifiche migliorative. 
Come le unità della classe Regione, l'Arborea effettuava servizio misto merci - passeggeri; poteva trasportare un massimo di 1200 persone, i cui spazi erano divisi nelle tradizionali tre classi. Le sistemazioni per i passeggeri comprendevano 45 cabine di prima classe, 44 di seconda classe, 51 cabine di classe turistica e tre dormitori di terza classe (due per uomini, con una capienza complessiva di 132 posti, e uno da 40 posti per donne). Erano poi presenti a bordo una cabina da otto posti per eventuali detenuti e una da quattro per i carabinieri della scorta. In totale i posti letto a bordo erano 659, dei quali 75 in cabine di prima classe, 158 in cabine di seconda e 242 in cabine di classe turistica. Gli spazi comuni per i passeggeri comprendevano un ristorante e un soggiorno-bar riservati ai passeggeri di prima e seconda classe e un ristorante ed un soggiorno-bar dedicati ai passeggeri di classe turistica.
La nave era dotata di tre stive per il carico, con una capacità complessiva di 1 387 m³, e di un garage per 6 automobili, accessibile con portelloni laterali e scivoli mobili. La propulsione era assicurata da due eliche a passo variabile quadripala; su ciascun asse erano montati due motori Diesel FIAT B 487 T, ciascuno erogante una potenza di 2 100 cavalli a 280 giri / minuto. L'Arborea poteva mantenere una velocità di crociera di 18 nodi.
Rispetto alle unità della Classe Regione, l'Arborea fu dotata già in origine di stabilizzatori antirollio e di aria condizionata in tutti gli ambienti riservati a passeggeri ed equipaggio. L'unità e la gemella Caralis furono poi dotate di un timone Pleuger, dotato cioè di un'elica supplementare che, attivandosi in manovra, ne aumentava l'efficacia e quindi rendeva le unità più agili in manovra. Tuttavia, l'impianto si rivelò sovradimensionato rispetto all'effettiva capacità della centrale elettrica della nave e fu rimosso dopo pochi anni di esercizio.

## Servizio
La nave fu impostata presso il cantiere navale di Castellammare di Stabia il 12 dicembre 1955 e varata il 2 settembre 1956. Il 12 marzo 1957, mentre erano in ultimazione i lavori di allestimento, l'Arborea subì un incendio che danneggiò pesantemente gli ambienti dedicati ai passeggeri e ne ritardò la consegna. La nave uscì per le prove in mare il 29 maggio 1957, facendo registrare, dopo nove ore alla massima potenza, una velocità media di 20,16 nodi.
L'Arborea fu consegnata alla Tirrenia il 1 giugno 1957 ed entrò in servizio, cinque giorni più tardi, sulla Civitavecchia - Olbia. Il 16 ottobre 1958 la nave, in viaggio da Palermo a Napoli, fu speronata dalla petroliera sovietica Chervonograd. Due membri dell'equipaggio riportarono lievi ferite e l'Arborea, pur raggiungendo Napoli con i propri mezzi, dovette fare ingresso in bacino per riparare i danni riportati allo scafo. 
Nel 1962 la nave fu sostituita sulla Civitavecchia - Olbia dalle nuove Città di Napoli e Città di Nuoro, venendo quindi destinata al collegamento Genova - Porto Torres. In seguito la nave fu utilizzata come rinforzo nel periodo estivo e, a partire dal 1971, sul collegamento Genova - Olbia. L'Arborea rimase in servizio per la Tirrenia fino al 27 agosto 1974, quando fu posta in disarmo nel porto di Napoli. Nel maggio 1976 fu venduta a una società cipriota e prese il nome di Golden Sun, venendo in seguito demolita nel 1981.

## Navi gemelle
- Caralis